# Hugo César Hoeschl
Hugo César Hoeschl é um teórico da conspiração conhecido por ter supostamente comprovado fraudes nas eleições presidenciais de 2014 e 2018.

## Vida pessoal
É casado com Tânia D’Agostino Bueno.

## Formação e carreira
Formou-se na Universidade Federal de Santa Catarina (UFSC). Também atuou como pesquisador e orientador de apenas uma tese do Programa de Pós-Graduação em Engenharia de Produção. Ele afirmou em seu currículo Lattes que foi professor associado da universidade, porém a UFSC nega. Hoeschl possui doutorado em Engenharia.
Lecionou na Unisul. Foi investigado pelo Ministério Público Federal (MPF) por dar um parecer favorável à universidade, que devia dinheiro para a União. Durante as investigações, ele foi acusado de fraude.
Hoeshl afirmou ser delegado de polícia, porém a informação é falsa. Ele foi apenas aprovado em concurso da Polícia Civil do Paraná, em 1991, mas nunca chegou a atuar.
Atuou como promotor no Ministério Público do Paraná entre outubro de 1991 e maio de 1993.
Em 2009, Hoeschl e outros dois colegas reivindicaram a criação de dois softwares usados no sistema de grampeio de telefones Guardião, criado pela Dígitro. Além disso, acusou um dos diretores da empresa, Geraldo Augusto Xavier Faraco, de ser amigo pessoal do então diretor-geral da Polícia Federal, Luiz Fernando Corrêa. A empresa nega as acusações.
Entre 2012 e 2013, trabalhou na iniciativa privada, onde foi acusado de participar de uma série de atividades fraudulentas. A Advocacia-Geral da União (AGU) o processou ao menos duas vezes por desvios e ele foi processado duas vezes pela Justiça Federal de Brasília e uma pela AGU por contratar empresas sem licitação, por meio de Oscips. Hoeschl e sua mulher controlavam o Instituto Vias e empresas coligadas, que prestavam serviços à União.
Também atuou como procurador da Fazenda Nacional. Em 2015, a Procuradoria da Fazenda Nacional da 4ª Região, em Porto Alegre, propôs o uso de processos disciplinares contra Hoeshl, então ele tentou abrir diversas representações criminais contra a vara. Todas as representações foram rejeitadas pelo MPF, mas foram descobertas uma série de irregularidades em sua conduta, incluindo "um possível favorecimento a um devedor do Fisco e a manipulação de textos de jurisprudência para tentar torná-los úteis aos seus propósitos".
Hoeschl também é antipetista e militou contra a indicação do presidente Luiz Inácio Lula da Silva ao prêmio nobel da paz.

## Alegação de fraude em eleições
Em 2018, postou um vídeo onde ele usou a Lei de Newcomb-Benford para analisar a eleição presidencial de 2014. Posteriormente, publicou a tese junto com outras três pessoas em forma de artigo. De acordo com Hoeschl, a probabilidade de fraude foi de 73,14%. Sua tese ganhou projeção por ter sido endossada pelo Brasil Paralelo. No mesmo ano, afirmou em vídeo do Brasil Paralelo ter montado uma rede de computadores com alto poder de processamento nos Estados Unidos capazes de invadir o banco de dados do Tribunal Superior Eleitoral (TSE). Ele chamou a pesquisa de Operação Antifraude e teria analisado os dados referentes à eleição presidencial de 2018 com a Lei de Newcomb-Benford, onde constatou uma chance de fraude de 77,68%.
Porém, seus achados foram contestados por outros pesquisadores. De acordo com a matéria publicada pela BBC News Brasil, a metodologia foi aplicada de maneira superficial, já que a Lei de Benford costuma a funcionar quando se analisa um conjunto de números que não tenha uniformidade. Também, o artigo publicado não explicava sua metodologia. De acordo com matéria do The Intercept Brasil, a Lei é útil para detectar fraudes bancárias, porém, de acordo com testes feitos por institutos como a Universidade de Georgetown, Universidade de Oregon e do Instituto de Tecnologia da Califórnia, ela é infeficaz em eleições.